# Krzyż słoneczny

Krzyż słoneczny

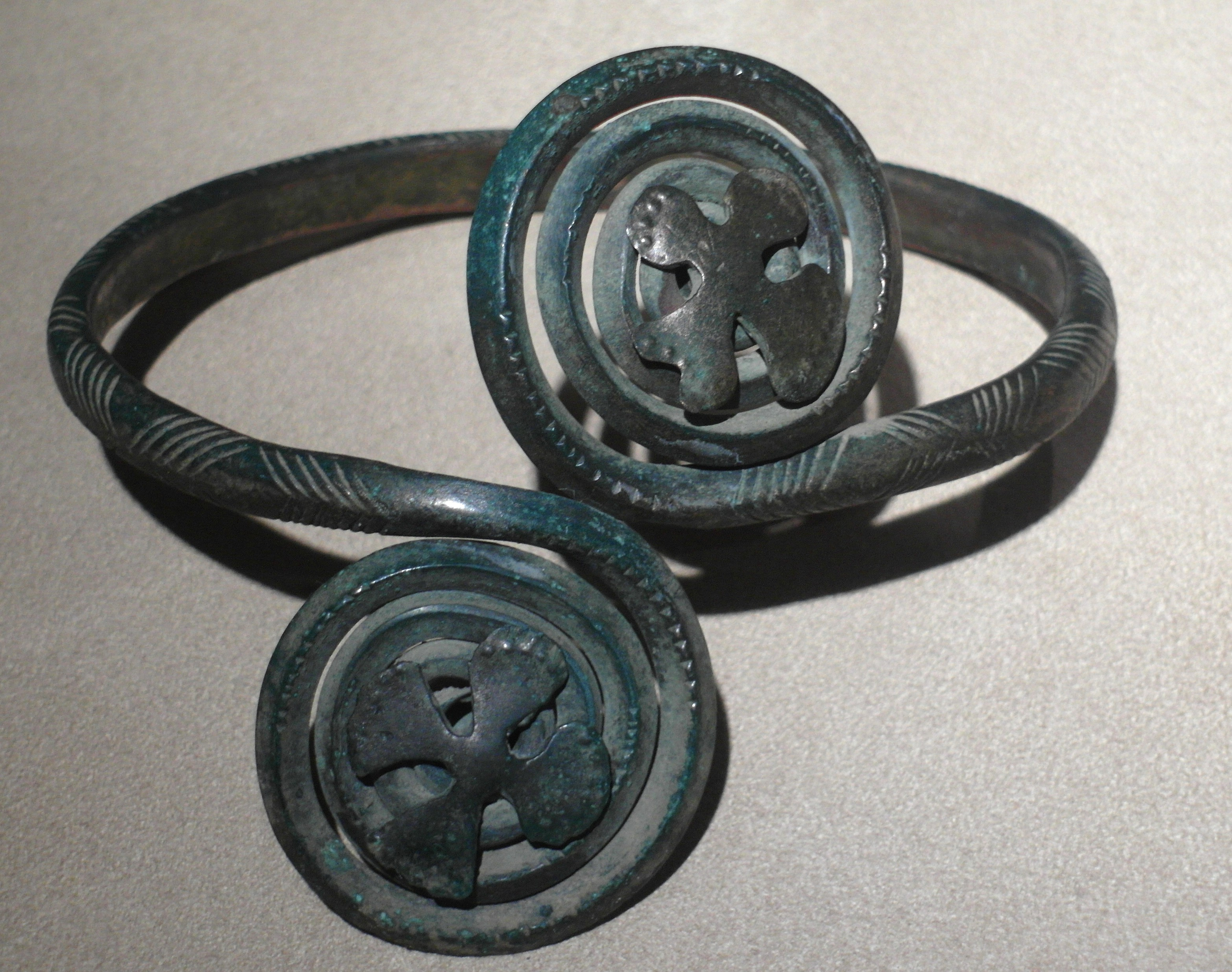
Naramienniki kultury łużyckiej ze skarbu z Krobowa (1200-1000 rok p.n.e.), widoczny krzyż słoneczny, interpretowany niekiedy jako czterolistna koniczyna

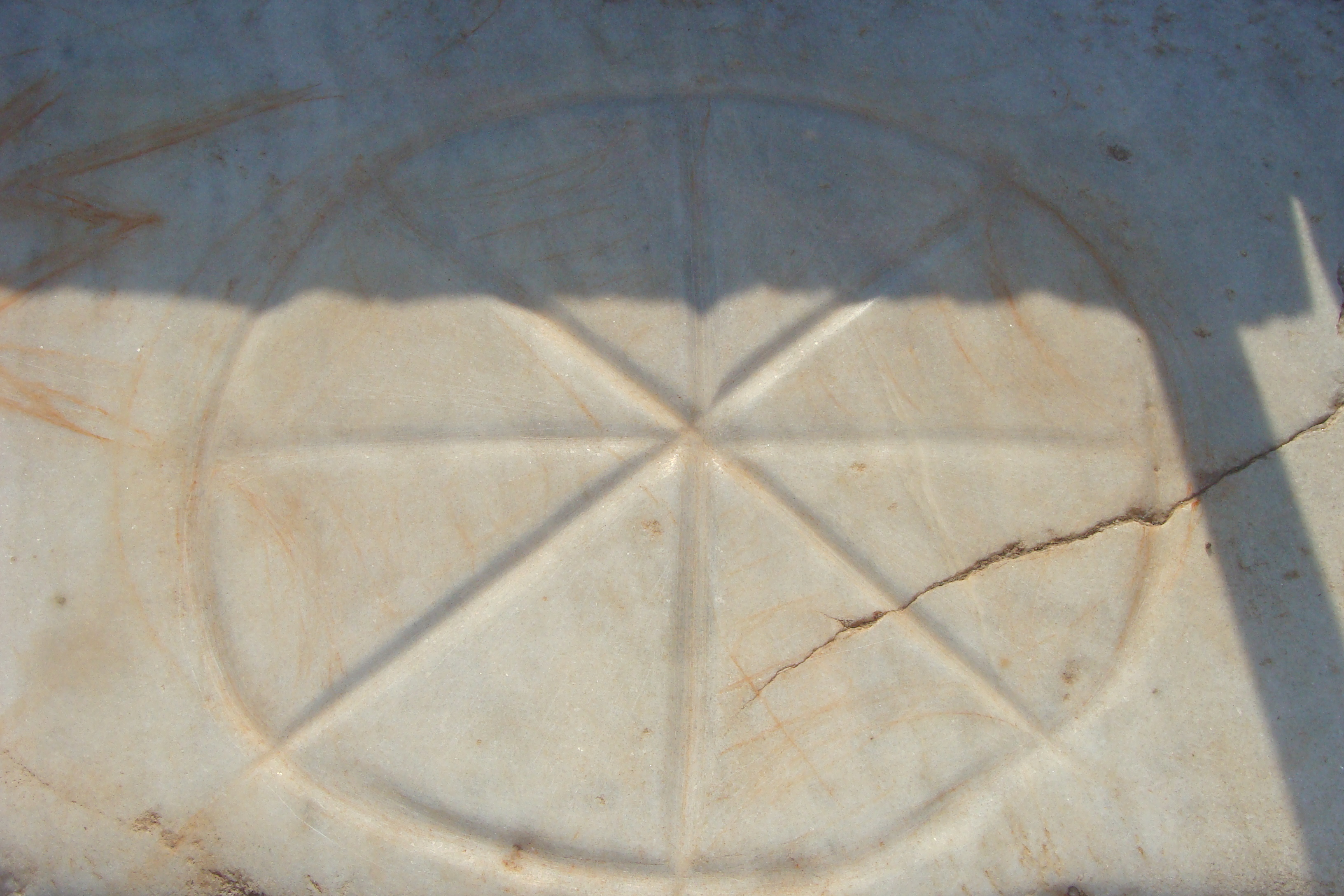
Krzyż słoneczny w ruinach miasta Efez.

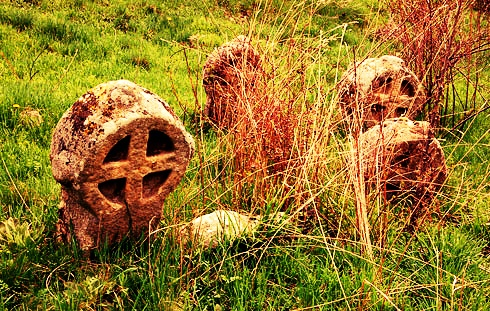
Krzyże na średniowiecznym cmentarzu w miejscowości Gyrło, Bułgaria

Krzyż słoneczny, słoneczny krąg – forma krzyża znana od tysiącleci wyznawcom religii przedchrześcijańskich, w której równoramienny krzyż umieszczony jest w okręgu. Pojawia się często na megalitach. Koło z dwiema przeciętymi osiami to jeden z najstarszych symboli solarnych Indoeuropejczyków, powszechnie występujący u Celtów, ale którego motyw pojawiał się także u Słowian wschodnich. Jako krzyż wpisany w krąg, wyraża szczególny związek nieba i ziemi. Symbol punktu środkowego, wyrównanie cech aktywnych i biernych w charakterze człowieka doskonałego. W północno-zachodniej Europie w czasach pogańskich stał się z kolei atrybutem nordyckiego boga Odyna. Znany również w Ameryce przedkolumbijskiej, jak i w całym basenie Morza Śródziemnego od co najmniej 3500 lat. Jako symbol słońca znany był również u Azteków. Ponadto krzyż ten został zaadaptowany przez wyznawców mitraizmu jako oficjalny symbol ich religii.
Współcześnie, najbardziej znana forma tego symbolu występuje jako krzyż celtycki, którego kształt po drobnej modyfikacji (by w większym stopniu przypominał krzyż łaciński) przejęli chrześcijanie zamieszkujący Brytanię i Irlandię. W chrześcijaństwie znany również jako krzyż konsekracyjny. 
Krzyż słoneczny w kontekście symboliki solarnej w formie czerwonego krzyża na żółtej tarczy słonecznej (pierwotnie z 28 promieniami symbolizującymi państwa europejskie), na niebieskim tle stanowić miał sztandar ruchu paneuropejskiego.

## Różne wersje krzyża słonecznego

Prosty okrąg z krzyżem
Okrąg z krzyżem
Krzyż celtycki
Swastyka
Krzyż wraz z dyskiem solarnym
Ośmioramienny krzyż wpisany w okrąg